# Gulf Italia Company
La Gulf Italia Company era una società con sede legale ed operativa a Ragusa (e amministrativa a Roma), operante nel settore petrolifero.

## Storia
La società si costituì nel 1948 a Roma come filiale italiana della Gulf, compagnia petrolifera statunitense con sede a Pittsburgh. Ottenne nel 1950 la concessione per l'area di Ragusa con la legge regionale 20 marzo n. 30. La Gulf Italia Company stabilì quindi la sede legale in Sicilia, in via Ducezio presso "Palazzo Gulf", caratterizzato da una grande trivella posta proprio davanti alla costruzione sita nel capoluogo Ibleo.
Il 28 ottobre 1953 vi fu la significativa scoperta del giacimento di Ragusa (circa 20 milioni di tonnellate di petrolio, a quel tempo il maggiore dell'Europa occidentale) a circa duemila metri di profondità, che venne rapidamente messo in produzione e presto collegato con un oleodotto alla raffineria di Augusta. Nel 1956 la produzione del giacimento fu di 2.500 tonnellate di petrolio, velocemente incrementata a 493.000 ton. nel 1956 e successivamente a 1.437.308 ton. nel 1958. In quell'anno, la produzione del giacimento ragusano contribuiva al 90% della produzione petrolifera nazionale.
Il sottosuolo ragusano aveva già dato prova di prosperità attraverso la produzione asfaltifera ed anche per tale ragione il governo italiano aveva già rivolto attenzioni al territorio, finanziando ed incentivando (a cavallo tra le due guerre), specifiche ricerche attraverso l'AGIP.
Nel corso del tempo però la capacità produttiva dei giacimenti della Gulf Italia andò sempre di più a diminuire e l'attività fu ceduta all’AGIP nel 1964 (la sede legale fu spostata a Roma). La produzione di greggio diminuì a 300.000 tonnellate nel 1977. Negli anni Ottanta i ventidue pozzi di estrazione si resero quasi del tutto inattivi.

## Impatto sociale
Ragusa venne soprannominata delle cronache nazionali e internazionali “la città del petrolio”, il “Texas di Sicilia”, la "capitale del petrolio italiano", al centro delle strategie energetiche del secondo dopoguerra. La scoperta del petrolio a Ragusa costituì un fenomeno economico che ebbe un grande impatto sulla località, provocando altresì una rivoluzione sociale, antropologica e di costume.
Gli anni del petrolio portarono benefici economici a un territorio in difficoltà, considerando il periodo postbellico e la crisi occupazionale. Molti furono i tecnici statunitensi ed italiani a trasferirsi presso il capoluogo ragusano con le rispettive famiglie (cambiarono tenore e stili di vita, consumi e costumi della popolazione Iblea). Gran parte della manodopera fu locale e i benefici dell’attività estrattiva diedero forte impulso allo sviluppo economico e infrastrutturale. Nacquero così medie imprese per la lavorazione delle materie plastiche derivanti dal petrolio.
L'oro nero arricchì cospicuamente le casse degli enti locali ragusani: in otto anni, la “Gulf Italia” versò rispettivamente al Comune ed alla Camera di Commercio una percentuale dei guadagni di un miliardo e mezzo e di 560 milioni di lire. Si ebbe un forte incremento demografico e tra il 1952 ed il 1958 il numero degli autoveicoli in provincia aumentò del 260 per cento; il reddito medio individuale salì del 128 per cento e quello dei depositi bancari del 161 per cento.

## Incidente del pozzo 9
Nella notte tra il 6 e il 7 novembre del 1955, durante delle prove di pistonaggio con la trivella National 130, dei gas incamerati nel sottosuolo innescarono l’incendio che si propagò in altezza. La trivella rimase distrutta, ma fortunatamente non ci fu nessun ferito. I vigili del fuoco furono impegnati per ben cinque giorni. Convennero soccorsi da Siracusa, Catania e Messina, ma anche dal Texas da cui giunse Miron Kinley, un tecnico che seppe far spegnere l'incendio entro l'11 novembre. Il metodo dell’incappucciamento fu quello impiegato per l’incendio del Ragusa 9, già promosso da Kinley in altre circostanze che necessitarono il suo prezioso intervento.